# 상관 함수 (양자장론)
양자장론에서 상관 함수(相關函數, correlation function)란 진공 초기상태(켓)와 진공 나중상태(브라) 사이에 어떤 주어진 과정이 일어날 확률 진폭을 나타내는 함수다. 즉 진공상태를 {\displaystyle |0\rangle }로 적으면, n개의 함수 φ의 상관함수는 다음과 같다.
{\displaystyle {\mathcal {M}}(x_{1},x_{2},\dots ,x_{n})=\langle 0|\mathrm {T} \{\phi (x_{1})\phi (x_{2})\dots \phi (x_{n})\}|0\rangle }
여기서 T는 시간순서 연산자다.
숫자 n에 따라 0점함수, 1점함수, 2점함수, n점함수(n-point function) 등으로 불린다. 이 중 1점함수는 올챙이 함수 (tadpole), 2점함수는 그린 함수라고도 불린다.
만약 시간순서를 가하지 않는 경우는 와이트먼 함수(Wightman function)라고 불린다.

## 같이 보기
- 유효 작용